# 2011年私庄煤矿矿难
2011年私庄煤矿矿难是指2011年11月10日早晨6时30分，云南省曲靖市师宗县私庄煤矿发生煤与瓦斯突出事故，43人被困井下，已确认全部遇难，仍有8人被埋井下  。20日救援工作停止，转入搜寻阶段  。11月10日，在现场指挥救援的云南省代省长李纪恒表示，师宗矿难为云南15年以来最大安全事故  。

## 经过
11月10日6时30分，云南省曲靖市师宗县私庄煤矿发生煤与瓦斯突出事故，事故地点位于2号井副井1747掘进工作面，该掘进工作面当班有8人作业，事故发生后导致风流逆转至1727检修点，该检修点有作业人员35人，两处合计43人，全部被困。至11月15日已证实35人遇难，8人下落不明。11月20日，救援指挥部召开新闻发布会，表示因仍困于井下的8人已无生存希望，决定从20日起停止救援工作，转入搜寻阶段 。

## 善后
11月12日，善后工作组宣布，每名遇难矿工将获得66万元赔偿 。截至11月17日，已有24户遇难矿工家属按照66万元赔偿标准签订协议。12月1日，仍被埋在井下的8名矿工家属签订赔偿协议，赔偿标准为70万元。

## 副矿长伪装下井
当夜副矿长戚谷明并未下井，矿难发生后，戚谷明用煤灰抹黑脸部之后假装在矿难中逃生，伪裝自己在礦難發生前下井。事故发生后，戚谷明向救援指挥部说了谎话，13日，被公安机关以涉嫌作伪证為由拘留。 。

## 处理
11月14日，师宗县煤管局副局长等4名官员涉嫌渎职犯罪被拘 。
11月15日，师宗县私庄煤矿法人代表及3名正副矿长被拘 。

## 遇难者名单
徐付生、孙谷友、岳关苍、尹七六、陈付生、尹老包、尹谷安、徐正良、杜得良、张永庆、刘家存、尹金锁、尹中生、保红友、赏德强、刘长生、赏全会、尹洪坤、尹兆明、尹老七、李石刚、陈石平、张见中、陈家保、尹兆国、尹兆八、 杨外生(徐外生)、尹家增、念建荣、李正华、王海忠、赏建良、杨石华、杜金权、周建林 。

## 相關
- 2011年中国矿难列表